# Shrikant G. Talageri
Shrikant G. Talageri, né en 1958, est un écrivain et indianiste indien. 

## Biographie
Il a étudié et vit à Mumbai. Il est connu pour ses livres sur le Rig-Véda et l'histoire de l'Inde,,.

## Œuvres
- Aryan Invasion Theory and Indian Nationalism, 1993.
- The Rigveda: A Historical Analysis., 2000  (ISBN 81-7742-010-0).
- The Rigveda and The Avesta The Final Evidence, 2008.
- Michael Witzel. An examination of his review of my book, 2001.